# کرت کلمنس
کرت کلمنس (انگلیسی: Kurt Clemens; ۷ نوامبر ۱۹۲۵ – ۱۹ ژوئیهٔ ۲۰۲۱) بازیکن فوتبال اهل آلمان بود.
از باشگاه‌هایی که در آن بازی کرده‌است می‌توان به باشگاه فوتبال کارلسروهه و باشگاه فوتبال زاربروکن اشاره کرد.
وی همچنین در تیم ملی فوتبال زارلند بازی کرده‌است.